# جانيس قاولد
جانيس قاولد (بالإنجليزية: Janice Gould)‏ هي كاتِبة وشاعرة أمريكية، ولدت في 1949 في سان دييغو في الولايات المتحدة.